# Shenmue II
Shenmue II is een computerspel en is het vervolg op het spel Shenmue, en verscheen in 2001 voor de Sega Dreamcast.

## Verhaal
Het spel gaat verder waar deel 1 eindigde. Ryo Hazuki komt in Hongkong aan, en zoekt naar Lishao Tao. Lishao Tao kent de persoon die weet waarom Ryo's vader vermoord is. Tijdens Ryo's zoektocht naar Lishao Tao komt hij in vele situaties terecht, zo wordt bijvoorbeeld in het begin al zijn tas gestolen door een groep bendeleden. Uiteindelijk heeft hij Lishao Tao gevonden. Ze vertelt dat Ryo moet zoeken naar Yuanda Zhu, hij was bevriend met Iwao Hazuki (de vader van Ryo). Yuanda Zhu verschuilt zich echter, omdat Lan Di (de moordenaar van Ryo's vader) en een bende genaamd The Yellow Heads hem te pakken willen krijgen.

## Personages
Ryo HazukiDe hoofdpersoon. Hij komt naar Hongkong om de moord op zijn vader te wreken. Heeft van zijn vader de vechtstijl Jujitsu geleerd, die erg goed is om vijanden af te weren. Hij vecht alleen wanneer het echt nodig is. Ryo komt over als een aardige, verlegen jongeman.
WongWong is een jongetje dat in Aberdeen leeft en altijd met zijn vrienden probeert toeristen te zakkenrollen. Zijn hart zit echter wel op de juiste plaats.
RenRen is de leider van de bende The Heavens. Hij is snel aangebrand, ongeduldig en wil echt alles doen om geld te verdienen. Hij is rivalen met de leider van de bende The Yellow Heads, Dou Niu.
Dou NiuDou Niu is de leider van de bende The Yellow Heads. Hij is een zeer sterke vechter, zelfs professionele vechtsporters hebben moeite om hem te verslaan. Dit komt doordat hij zeer dik is, en daardoor makkelijk de klappen opvangt. Door zijn grootte en gewicht is hij echter ook vrij langzaam. Hij toont nooit genade en doet alles om iemand die ook maar een beetje zich met hem bemoeit te vermoorden.
YuanYuan is Dou Niu's "partner". Ze is een nogal vreemd persoon, zo is een van haar hobby's messen verzamelen. Ze chanteert vaak de kooplieden in Kowloon, omdat ze allemaal bang zijn voor haar en Dou Niu. Ook is ze erg onhandig en vecht ze niet vaak met haar handen. Ze gebruikt soms zelfs een kettingzaag om haar vijanden te bestrijden. Yuan heeft een hekel aan alle "vieze dingen".
In de Japanse versie van het spel is Yuan een man, gekleed in vrouwenkleren (travestiet). Yuan's stem werd in de Japanse versie ingesproken door een man die een hoge stem opzette. In de Europese versie van het spel hebben ze echter een vrouw van haar gemaakt en werd Yuan's stem door een vrouw ingesproken.

## Crowdfunding
In juli 2015 startte Suzuki na een zeer succesvolle crowdfunding campagne op Kickstarter de ontwikkeling van Shenmue III voor de PlayStation 4 en pc, na het verkrijgen van de licentierechten van SEGA. Het spel kwam uit op 19 november 2019.

## Trivia
- Het spel is opgenomen in het boek 1001 Video Games You Must Play Before You Die van Tony Mott.